# Sabine Jaccard
Pour les articles homonymes, voir Jaccard.
 (mai 2025).
Si vous disposez d'ouvrages ou d'articles de référence ou si vous connaissez des sites web de qualité traitant du thème abordé ici, merci de compléter l'article en donnant les références utiles à sa vérifiabilité et en les liant à la section « Notes et références ».
 (mai 2025).
La mise en forme du texte ne suit pas les recommandations de Wikipédia : il faut le « wikifier ».
Les points d'amélioration suivants sont les cas les plus fréquents :
- Les titres sont pré-formatés par le logiciel. Ils ne sont ni en capitales, ni en gras.
- Le texte ne doit pas être écrit en capitales (les noms de famille non plus), ni en gras, ni en italique, ni en « petit »…
- Le gras n'est utilisé que pour surligner le titre de l'article dans l'introduction, une seule fois.
- L'italique est rarement utilisé : mots en langue étrangère, titres d'œuvres, noms de bateaux, etc.
- Les citations ne sont pas en italique mais en corps de texte normal. Elles sont entourées par des guillemets français : « et ».
- Les listes à puces sont à éviter, des paragraphes rédigés étant largement préférés. Les tableaux sont à réserver à la présentation de données structurées (résultats, etc.).
- Les appels de note de bas de page (petits chiffres en exposant, introduits par l'outil «  Source ») sont à placer entre la fin de phrase et le point final[comme ça].
- Les liens internes (vers d'autres articles de Wikipédia) sont à choisir avec parcimonie. Créez des liens vers des articles approfondissant le sujet. Les termes génériques sans rapport avec le sujet sont à éviter, ainsi que les répétitions de liens vers un même terme.
- Les liens externes sont à placer uniquement dans une section « Liens externes », à la fin de l'article. Ces liens sont à choisir avec parcimonie suivant les règles définies. Si un lien sert de source à l'article, son insertion dans le texte est à faire par les notes de bas de page.
- La présentation des références doit suivre les conventions bibliographiques. Il est recommandé d'utiliser les modèles {{Ouvrage}}, {{Chapitre}}, {{Article}}, {{Lien web}} et/ou {{Bibliographie}}. Le mode d'édition visuel peut mettre en forme automatiquement les références.
- Insérer une infobox (cadre d'informations à droite) n'est pas obligatoire pour parachever la mise en page.

Pour une aide détaillée, merci de consulter Aide:Wikification.
Si vous pensez que ces points ont été résolus, vous pouvez retirer ce bandeau et améliorer la mise en forme d'un autre article.
Sabine Jaccard, née le 6 septembre 1971 à Vitry-sur-Seine (Val-de-Marne, Île-de-France) en France, est une photographe de rue et photojournaliste franco-suisse, basée à Paris et Annecy.

## Biographie
Sabine Jaccard, née de père franco-suisse et de mère française, vit à Paris et Annecy.
Elle commence, modestement, à photographier à l’âge de 9 ans en voyageant avec ses parents, puis apprend à développer et tirer ses photographies noir et blanc argentiques dans un laboratoire à Annecy à 16 ans. 
De 1990 à 2000, elle étudie la littérature anglaise et américaine à l'Oxford Brookes University, à l’université Paris-III la Sorbonne, et à l’université de Londres, tout en faisant des stages avec des photographes. 
L’été 2000, son ami Romanus lui offre comme cadeau de fin d’études un stage sur «Le portrait en noir et blanc » avec la photographe Martine Franck aux Rencontres Internationales de la Photographie à Arles ; Martine Franck lui présente son époux, le photographe Henri Cartier-Bresson. 
En 2000-2002 à Madagascar, lors de son premier métier de directrice d’Alliance française, elle rencontre le photographe franco-sino-malgache Pierrot Men avec lequel elle travaille ses premiers reportages ; il l’encourage à exposer pour la première fois au Centre Culturel Albert Camus à Antananarivo, la capitale de Madagascar, en 2002. Depuis, elle ne cesse de photographier et exposer. 
En 2018, elle rencontre l’administrateur des Châteaux de Voltaire et de Bussy-Rabutin, François-Xavier Verger, qui expose régulièrement ses œuvres dans ces musées et monuments nationaux du Ministère de la Culture, respectivement à Ferney-Voltaire (à côté de Genève) et en Bourgogne (à côté de Dijon). 
En 2022, il lui commande sa première rétrospective.

## Expositions
Sabine Jaccard expose chaque année ses photographies dans les principales villes de France, en Europe, à Madagascar et aux États-Unis.

### Expositions individuelles
À Madagascar :
- 2002 : Centre Culturel Albert Camus, Antananarivo[2],[3].,[4].

En France :
- 2002 : Salon de la Photographie, Mairie du 11ème, Paris.

- 2003 : USO art gallery, Paris 8ème[5].

- 2004 : Mois de la Photo, abbaye St Germain, Auxerre.

- 2005 : Centre Culturel Bonlieu, Annecy[6],[7],[8].

- 2009 : Manoir du Pontgirard, Normandie[9],[10].

- 2010 :
  - Cabinet d’avocats Fidal, Clermont-Ferrand.
  - OCDE, Paris 16ème[11].

- 2011: Galerie d’art Linda Farrell, Paris 16ème[12].

- 2012: Médiathèque Falala, Reims[13].
- 2012: Bibliothèque Américaine de Paris, Paris 7ème.

- 2013: Galerie d’art KO21, Paris 20ème.

- 2015: Galerie d’art Atelier 9, Annecy[14].

- 2018: Alliance Française, Annecy.

- 2018: Théâtre de Voltaire, Ferney-Voltaire[15].

- 2019-2020: Mairie du 17ème, Paris 17ème[16],[17],[18].

- 2020: Musée du Château de Voltaire, Ferney-Voltaire[19].

- 2022: Musée du Château de Voltaire, Ferney-Voltaire[20],[21].

- 2022: Cathédrale Américaine de Paris, Paris 8ème.

- 2023: Mairie du 17ème, Paris 17ème[22].
- 2024: Patronage laïque Jules Vallès, Paris 15ème.

- 2024: Musée du Château de Voltaire, Ferney-Voltaire.

- 2024: Gymnase Lippmann, Paris 17ème.

- 2024: Musée du Château de Bussy-Rabutin, Bourgogne[23].

- 2025: 1ère rétrospective, musée du Château de Bussy-Rabutin, Bourgogne.

Au Grand Duché du Luxembourg :
- 2008: Cercle Münster, Luxembourg city[24],[25].

 En Suisse :
- 2018: Galerie d’art Cité du Temps, Genève[26].

 Aux États-Unis :
- 2013: Galerie d’art Axelle, New York.
- 2016: Chez agent Sophie Caporossi, Washington D.C[27].
- 2016, 2017, 2018: Ambassade de France, Washington D.C.

## Publications
- 2017 : Théâtre d’eau («Water Theater»), texte de Cookie Allez bilingue français-anglais, photographies de Sabine Jaccard, éditions Komedit[28].

- 2024 : Rétrospective («Retrospective»), textes de Cookie Allez et Sabine Jaccard bilingues français-anglais, photographies de Sabine Jaccard, éditions Escourbiac[29].